# Paleocen
| Paleogen 66 – 23 miljoner år före nutid | Paleogen 66 – 23 miljoner år före nutid | Paleogen 66 – 23 miljoner år före nutid | Paleogen 66 – 23 miljoner år före nutid |
| Period (System)                         | Epok (Serie)                            | Ålder (Etage)                           | Miljoner år sedan                       |
| --------------------------------------- | --------------------------------------- | --------------------------------------- | --------------------------------------- |
| Neogen                                  | Miocen                                  | Aquitaine                               | senare                                  |
| Paleogen                                | Oligocen                                | Chatt                                   | 28–23                                   |
| Paleogen                                | Oligocen                                | Rupel                                   | 34–28                                   |
| Paleogen                                | Eocen                                   | Priabona                                | 38–34                                   |
| Paleogen                                | Eocen                                   | Barton                                  | 41–38                                   |
| Paleogen                                | Eocen                                   | Lutetia                                 | 48–41                                   |
| Paleogen                                | Eocen                                   | Ypres                                   | 56–48                                   |
| Paleogen                                | Paleocen                                | Thanet                                  | 59–56                                   |
| Paleogen                                | Paleocen                                | Själland                                | 62–59                                   |
| Paleogen                                | Paleocen                                | Dan                                     | 66–62                                   |
| Krita                                   | Yngre krita                             | Maastricht                              | tidigare                                |

Paleocen är en geologisk epok. Det är den äldsta epoken inom paleogen, och sträcker sig från runt 65 till 57 miljoner år sedan. Paleocen startar vid Krita–tertiär-gränsen (baserat på äldre terminologi) då de landlevande dinosaurierna dog ut, vilket lämnade utrymme för en snabb expansion av fåglarna, men i viss mån även av däggdjurstyper under epoken. Klimatet under paleocen var stabilt varmt, med cirka tio grader högre temperatur än idag. Epoken avslutades dock med en dramatisk ytterligare uppvärmning av jordens klimat, Paleocen-eocen-uppvärmningen (se Ypres). 
I sydvästra Skåne finns omfattande kalkavlagringar från epoken paleocen, framförallt från äldre paleocen (dantiden). Efter denna epok hamnar nuvarande Sveriges berggrund mestadels ovan havsytan utan avsättning av några större mängder sediment, men Danmark har mäktiga lager avsatta i havet, framförallt under själlandtiden.

## Epoken i jordens kronologi
| Geokronologi                  | Geokronologi                  | Geokronologi                  | Geokronologi                   |
| Denna tabell: visa • redigera | Denna tabell: visa • redigera | Denna tabell: visa • redigera | Denna tabell: visa • redigera  |
| Eon                           | Era                           | Period                        | Epok                           |
| ----------------------------- | ----------------------------- | ----------------------------- | ------------------------------ |
| Fanerozoikum                  | Kenozoikum                    | Kvartär                       | Holocen (0,01–0)               |
| Fanerozoikum                  | Kenozoikum                    | Kvartär                       | Pleistocen (2,59–0,01)         |
| Fanerozoikum                  | Kenozoikum                    | Neogen                        | Pliocen (5–2,6)                |
| Fanerozoikum                  | Kenozoikum                    | Neogen                        | Miocen (23–5)                  |
| Fanerozoikum                  | Kenozoikum                    | Paleogen                      | Oligocen (35–23)               |
| Fanerozoikum                  | Kenozoikum                    | Paleogen                      | Eocen (57–35)                  |
| Fanerozoikum                  | Kenozoikum                    | Paleogen                      | Paleocen (65–57)               |
| Fanerozoikum                  | Mesozoikum                    | Krita                         | Yngre krita (100–65)           |
| Fanerozoikum                  | Mesozoikum                    | Krita                         | Äldre krita (146–100)          |
| Fanerozoikum                  | Mesozoikum                    | Jura                          | Yngre jura (161–146)           |
| Fanerozoikum                  | Mesozoikum                    | Jura                          | Mellersta jura (176–161)       |
| Fanerozoikum                  | Mesozoikum                    | Jura                          | Äldre jura (200–176)           |
| Fanerozoikum                  | Mesozoikum                    | Trias                         | Yngre trias (228–200)          |
| Fanerozoikum                  | Mesozoikum                    | Trias                         | Mellersta trias (245–228)      |
| Fanerozoikum                  | Mesozoikum                    | Trias                         | Äldre trias (251–245)          |
| Fanerozoikum                  | Paleozoikum                   | Perm                          | Loping (260–251)               |
| Fanerozoikum                  | Paleozoikum                   | Perm                          | Guadalupe (271–260)            |
| Fanerozoikum                  | Paleozoikum                   | Perm                          | Cisural (299–271)              |
| Fanerozoikum                  | Paleozoikum                   | Karbon                        | Pennsylvania (318–299)         |
| Fanerozoikum                  | Paleozoikum                   | Karbon                        | Mississippi (359–318)          |
| Fanerozoikum                  | Paleozoikum                   | Devon                         | Yngre devon (385–359)          |
| Fanerozoikum                  | Paleozoikum                   | Devon                         | Mellersta devon (398–385)      |
| Fanerozoikum                  | Paleozoikum                   | Devon                         | Äldre devon (416–398)          |
| Fanerozoikum                  | Paleozoikum                   | Silur                         | Pridoli (419–416)              |
| Fanerozoikum                  | Paleozoikum                   | Silur                         | Ludlow (423–419)               |
| Fanerozoikum                  | Paleozoikum                   | Silur                         | Wenlock (428–423)              |
| Fanerozoikum                  | Paleozoikum                   | Silur                         | Llandovery (444–428)           |
| Fanerozoikum                  | Paleozoikum                   | Ordovicium                    | Yngre ordovicium (461–444)     |
| Fanerozoikum                  | Paleozoikum                   | Ordovicium                    | Mellersta ordovicium (472–461) |
| Fanerozoikum                  | Paleozoikum                   | Ordovicium                    | Äldre ordovicium (488–472)     |
| Fanerozoikum                  | Paleozoikum                   | Kambrium                      | Furong (497–485)               |
| Fanerozoikum                  | Paleozoikum                   | Kambrium                      | Miaoling (509–497)             |
| Fanerozoikum                  | Paleozoikum                   | Kambrium                      | Kambriums serie 2 (521–509)    |
| Fanerozoikum                  | Paleozoikum                   | Kambrium                      | Terreneuve (541–521)           |
| Proterozoikum                 | Neoproterozoikum              | Ediacara                      |                                |
| Proterozoikum                 | Neoproterozoikum              | Kryogenium                    |                                |
| Proterozoikum                 | Neoproterozoikum              | Tonium                        |                                |
| Proterozoikum                 | Mesoproterozoikum             | Stenium                       |                                |
| Proterozoikum                 | Mesoproterozoikum             | Ecstasium                     |                                |
| Proterozoikum                 | Mesoproterozoikum             | Kalymmium                     |                                |
| Proterozoikum                 | Paleoproterozoikum            | Staterium                     |                                |
| Proterozoikum                 | Paleoproterozoikum            | Orosirium                     |                                |
| Proterozoikum                 | Paleoproterozoikum            | Ryacium                       |                                |
| Proterozoikum                 | Paleoproterozoikum            | Siderium                      |                                |
| Arkeikum                      | Neoarkeikum                   |                               |                                |
| Arkeikum                      | Mesoarkeikum                  |                               |                                |
| Arkeikum                      | Paleoarkeikum                 |                               |                                |
| Arkeikum                      | Eoarkeikum                    |                               |                                |
| Hadeikum                      |                               |                               |                                |

Teckenförklaring: Tidsintervallet inom parenteser representerar miljoner år sedan då epoken varade.